# Емутје (Горња Вијена)
Емутје (фр. Eymoutiers) насеље је и општина у централној Француској у региону Лимузен, у департману Горња Вијена која припада префектури Лимож.
По подацима из 2011. године у општини је живело 2046 становника, а густина насељености је износила 29,14 становника/km². Општина се простире на површини од 70,22 km². Налази се на средњој надморској висини од 417 метара (максималној 758 m, а минималној 316 m).

## Демографија
| 1962. | 1968. | 1975. | 1982. | 1990. | 1999. | 2011. |
| ----- | ----- | ----- | ----- | ----- | ----- | ----- |
| 3.021 | 3.108 | 2.933 | 2.635 | 2.441 | 2.115 | 2.046 |

График промене броја становника у току последњих година